# Schlepp- und Fährgesellschaft Kiel

Logo der Schlepp- und Fährgesellschaft Kiel mbH

Die Schlepp- und Fährgesellschaft Kiel mbH (SFK) ist 1996 aus der Kieler Verkehrs Aktiengesellschaft (KVAG) ausgegründet worden, deren Abteilung Schifffahrt sie vorher war. Die SFK ist wie die Kieler Verkehrsgesellschaft (KVG) ein Tochterunternehmen des Eigenbetriebs Beteiligungen der Landeshauptstadt Kiel (EBK).
Bei der SFK sind 53 Mitarbeiter beschäftigt. Die SFK besitzt zehn Fahrgastschiffe, sechs Schlepper und zwei Seepontons.

## Geschichte

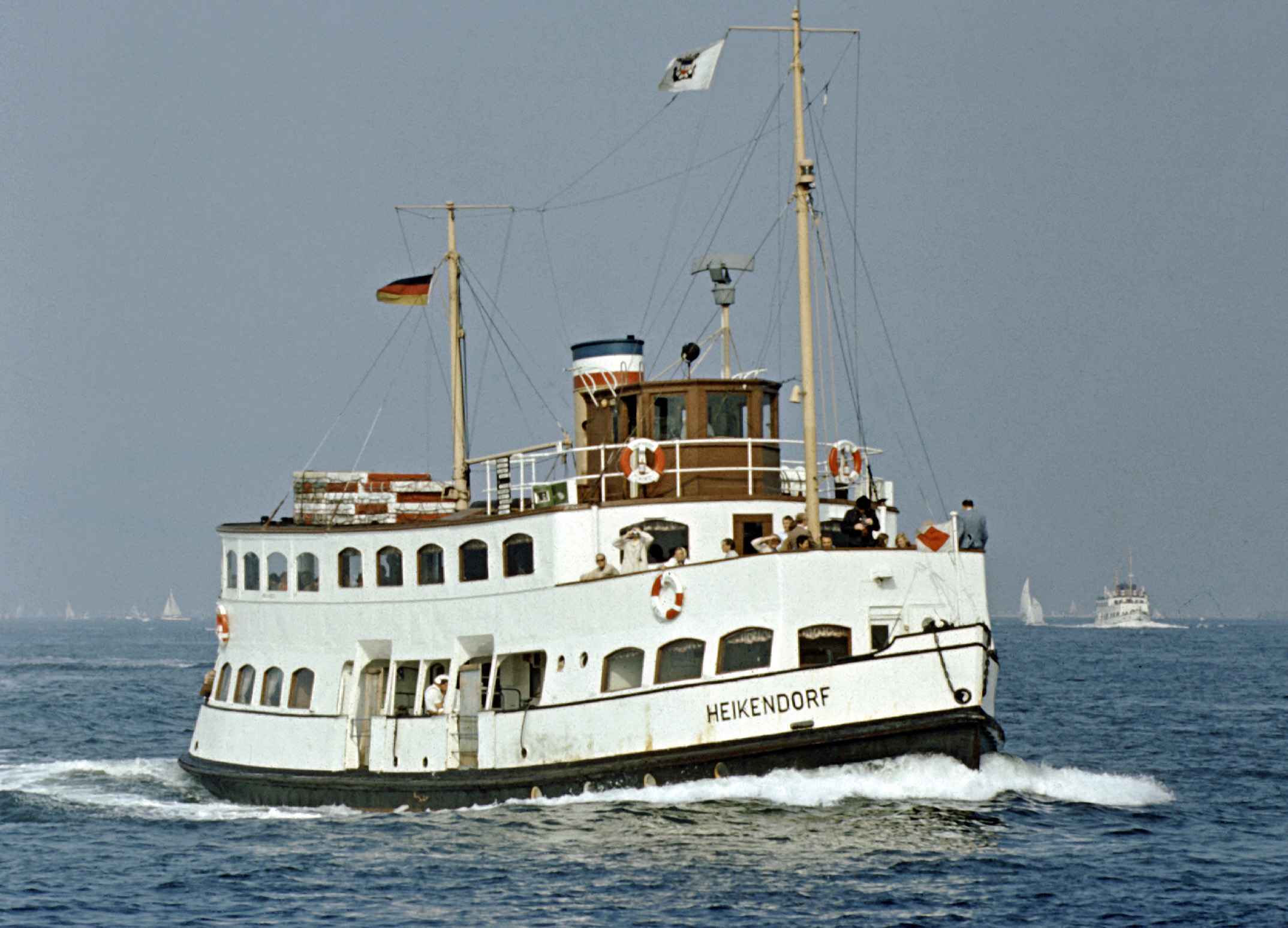
Fahrgastschiff Heikendorf 1972 in ihrem letzten Jahr auf der Kieler Förde

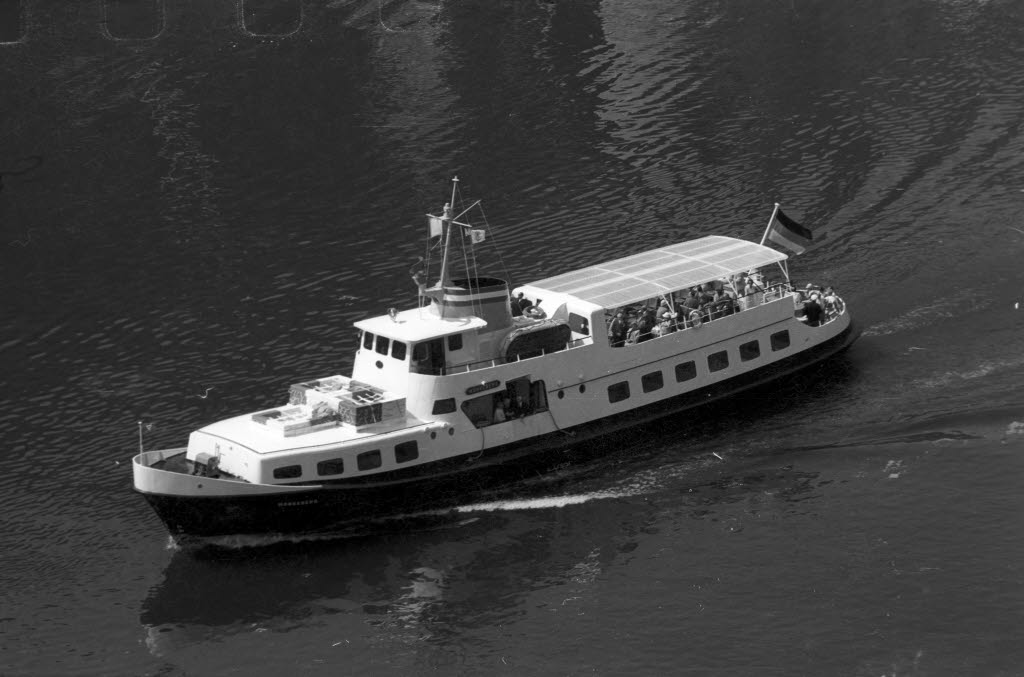
Die Mönkeberg im Juni 1968 auf der Überführungsfahrt

Bei der Entstehung der KVAG 1938 aus der Neuen Dampfer Compagnie (NDC) und der 1906 gegründeten Hafenrundfahrt AG (Harufag) übernahm sie die vorhandenen Schiffe: unter anderem die Stadt Kiel und das Schwesterschiff Heikendorf, die etwas größere Laboe und die kleinere Kitzeberg, die inzwischen im Husumer Binnenhafen als Restaurantschiff MS Nordertor genutzt wird. Außerdem gab es den Vieh-Transporter Gaarden.
1956 wurde als erster Nachkriegs-Neubau der Schlepper Strande mit 170 BRT von der Kröger-Werft in Rendsburg gebaut. Das 29,67 m lange und 7,62 m breite Schiff konnte mit seinem 1150 PS starken Dieselmotor auch als Eisbrecher eingesetzt werden. 1983 wurde es nach Zaandam in die Niederlande verkauft.
Zur Ablösung der alten Fahrgastschiffe nach dem Zweiten Weltkrieg wurden zwischen 1953 und 1968 sechs fast baugleiche Fahrgastschiffe von der Kröger-Werft aus Rendsburg bezogen, die eine Größe von um die 140 BRT hatten und 300 Passagiere fassen konnten: Schilksee, Falckenstein, Bellevue (1959), Laboe, Möltenort und Mönkeberg (1968). 1968 wurde auch die kleinere Gaarden mit 99 BRT für 198 Passagiere von der Kröger-Werft im gleichen Stil gebaut, zu den Olympischen Spielen 1972 die mit 170 BRT größere Friedrichsort. Diese Schiffe wurden mit schwarzem Rumpf und weißen Aufbauten bis in die 1980er Jahre als „Wasserbusse“ im Linienverkehr auf der Förde eingesetzt. Ab Mai 1975 wurde die Mönkeberg auch auf Hafenrundfahrt eingesetzt.
1968/1969 wurde ein Hafen-Schlepper bei D. W. Kremer Sohn in Elmshorn gebaut. Mit dem 100 PS leistenden MWM-Dieselmotor hatte er einen Pfahlzug von 15,5 t.
Zwischen 1979 und 1990 wurden diese Schiffe an verschiedene Reedereien verkauft, die meisten sind noch heute im Einsatz. Sie wurden zwischen 1981 und 1984 durch die bei der Lindenau Werft gebauten 32,9 m langen und für 300 Personen zugelassenen Schiffe Friedrichsort (Baujahr 1981, bereits 1992 wieder verkauft), Heikendorf (1983), Strande (1984) und Laboe (1984) ersetzt.
Aus Kostengründen wurde in den 1980er Jahren der Fahrplan der Schiffslinien gestrafft und eine Reihe von Anlegern aufgegeben: Wik und Holtenau auf der Westseite, Gaarden, Kitzeberg und Heikendorf auf der Ostseite der Förde. Der Anleger Holtenau wird im Rahmen der Hafenrundfahrten Fördetörn samstags und sonntags angelaufen.
1996 wurde die Abteilung Schifffahrt aus der KVAG ausgegründet, dadurch entstand die Schlepp- und Fährgesellschaft Kiel mbH (SFK).

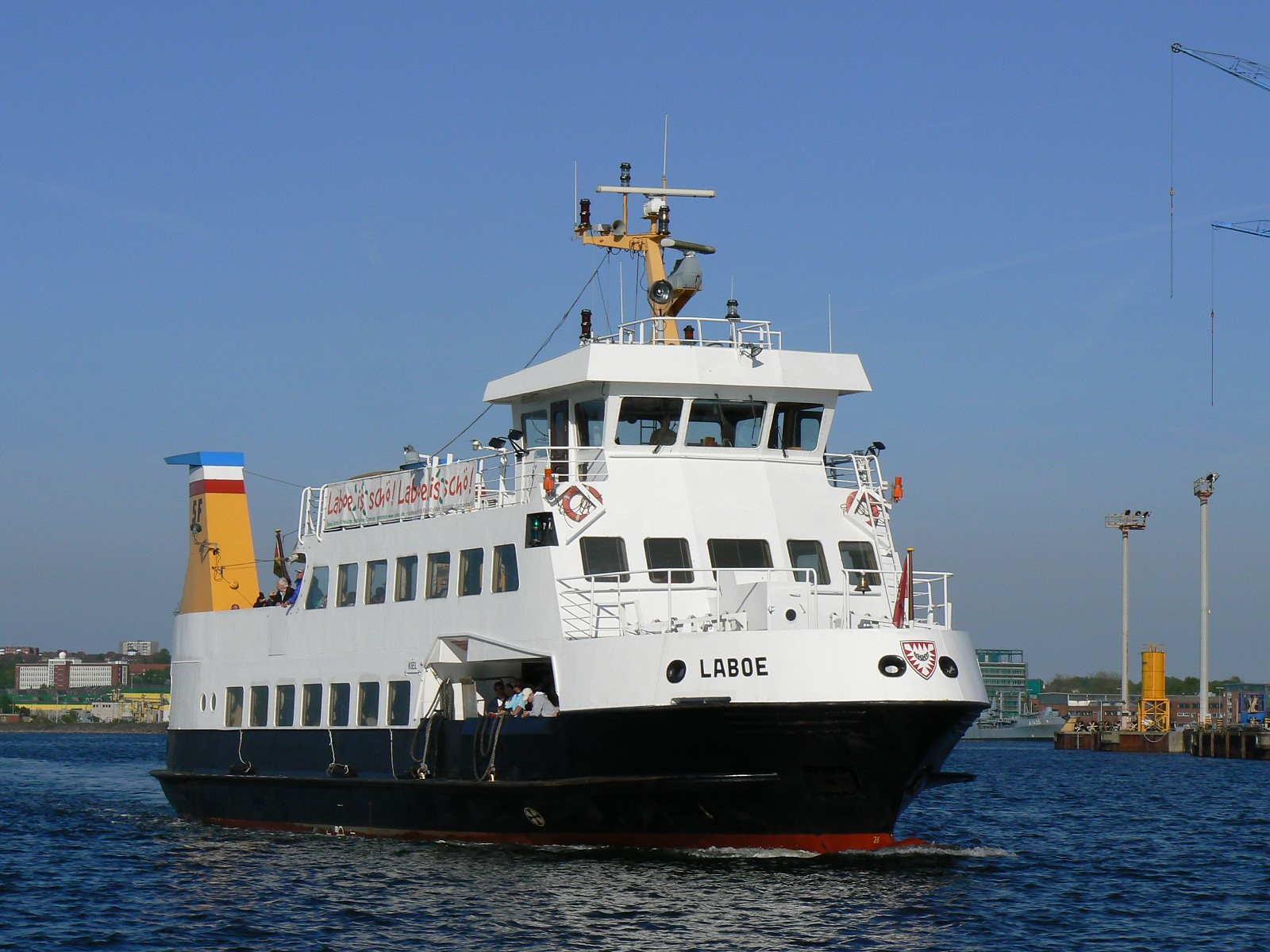
Fahrgastschiff Laboe IV

## Fahrgastschifffahrt

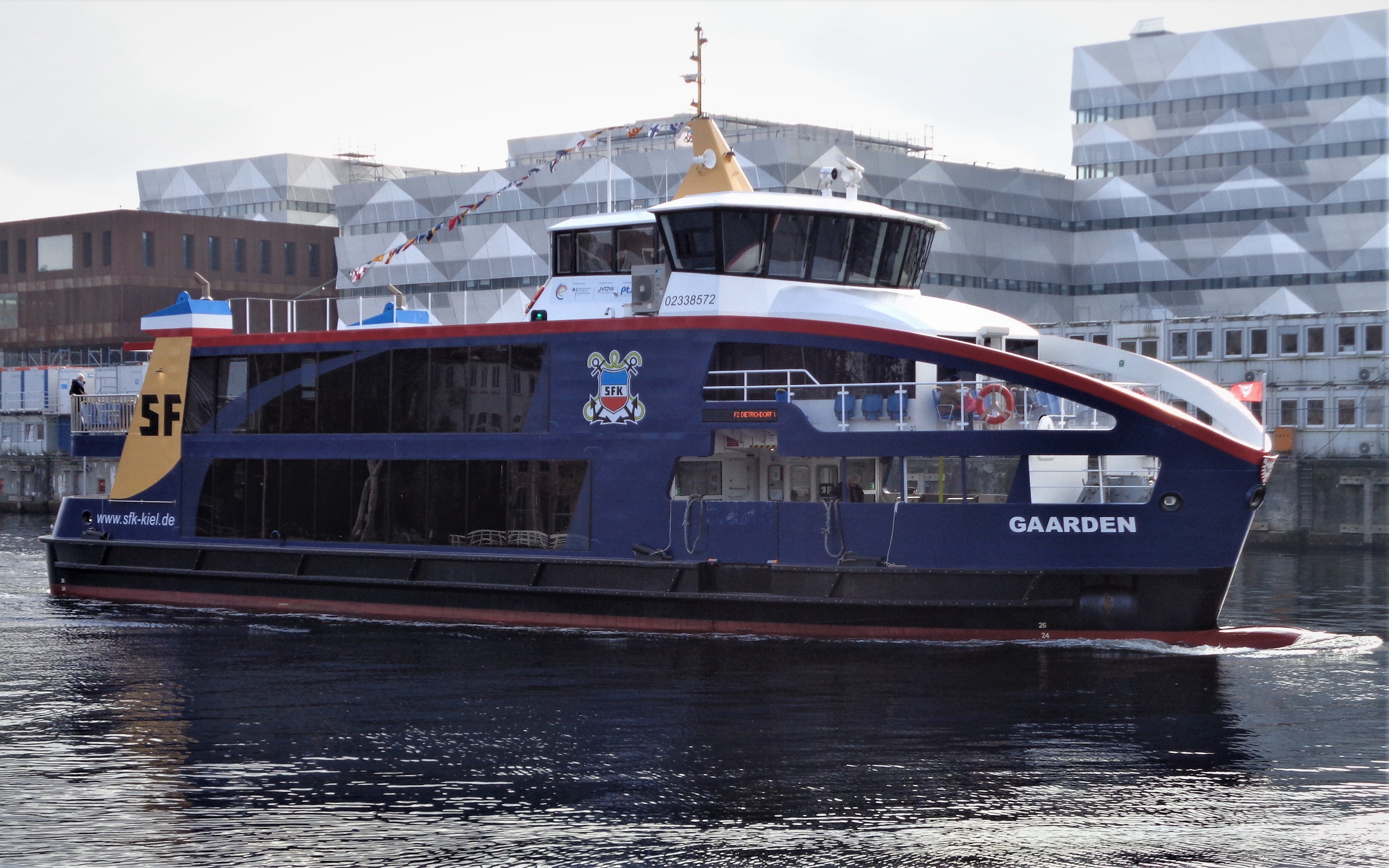
Fahrgastschiff Gaarden

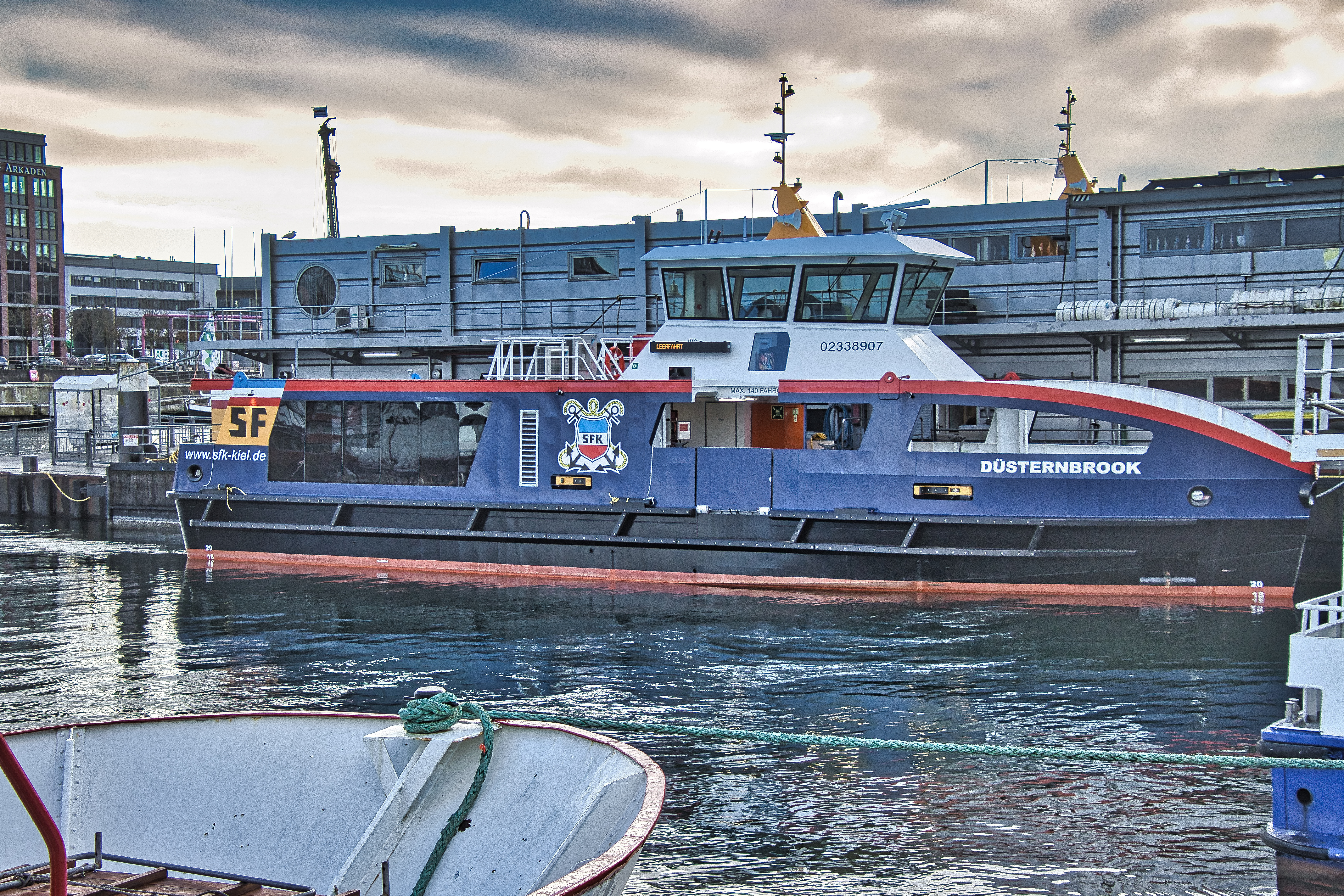
Der Neubau Düsternbrook

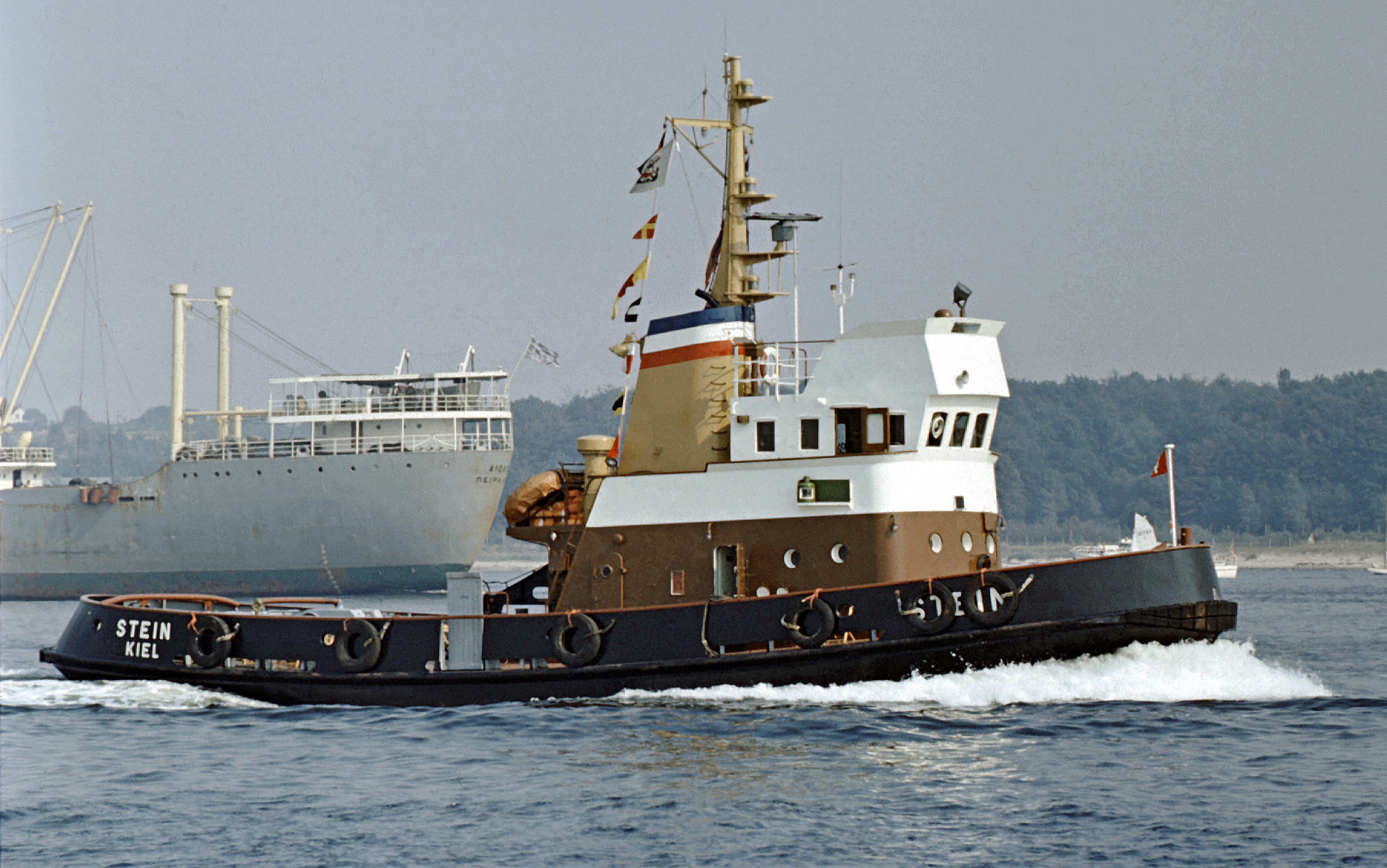
Schlepper Stein (1) war bis 1998 im Einsatz

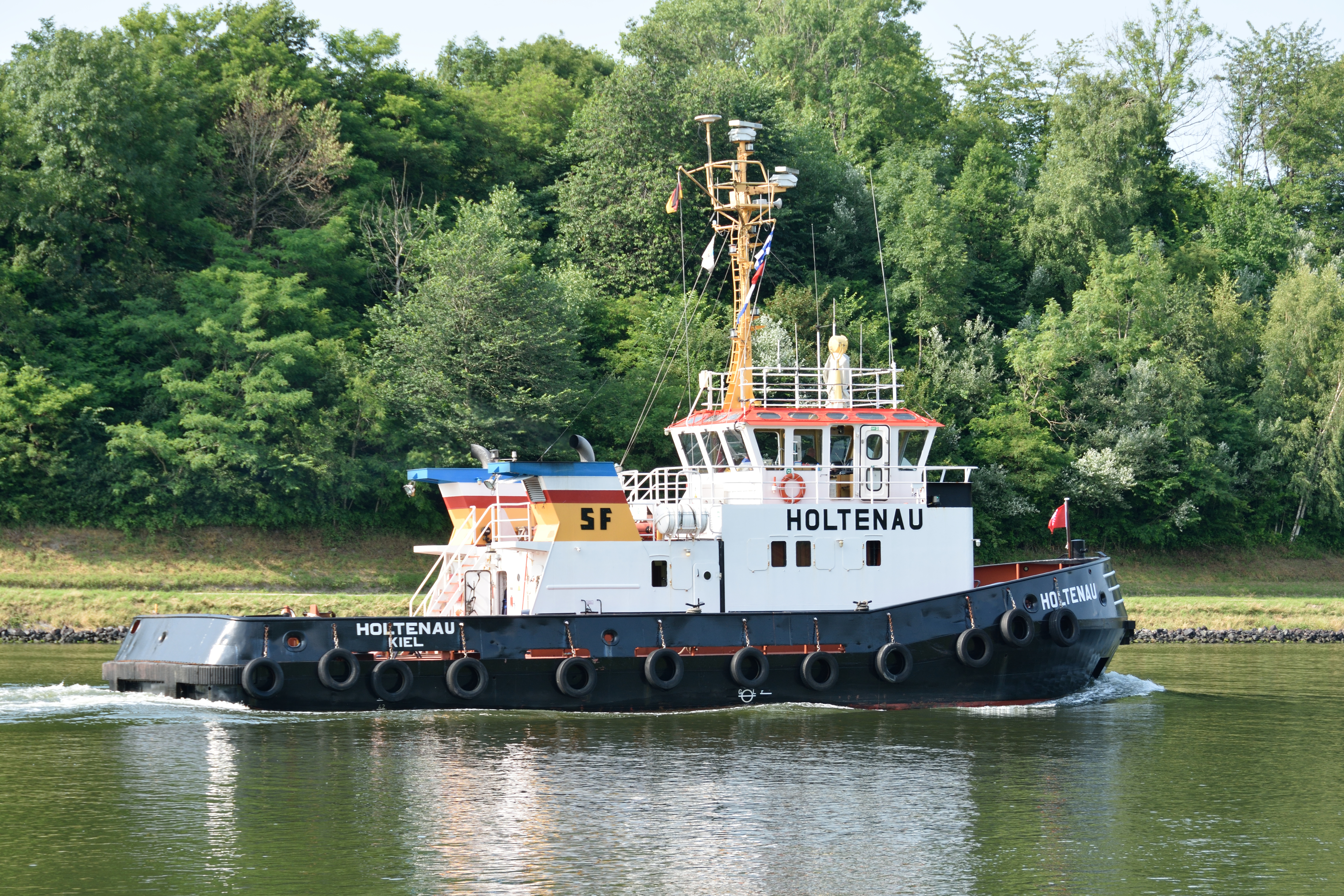
Schlepper Holtenau

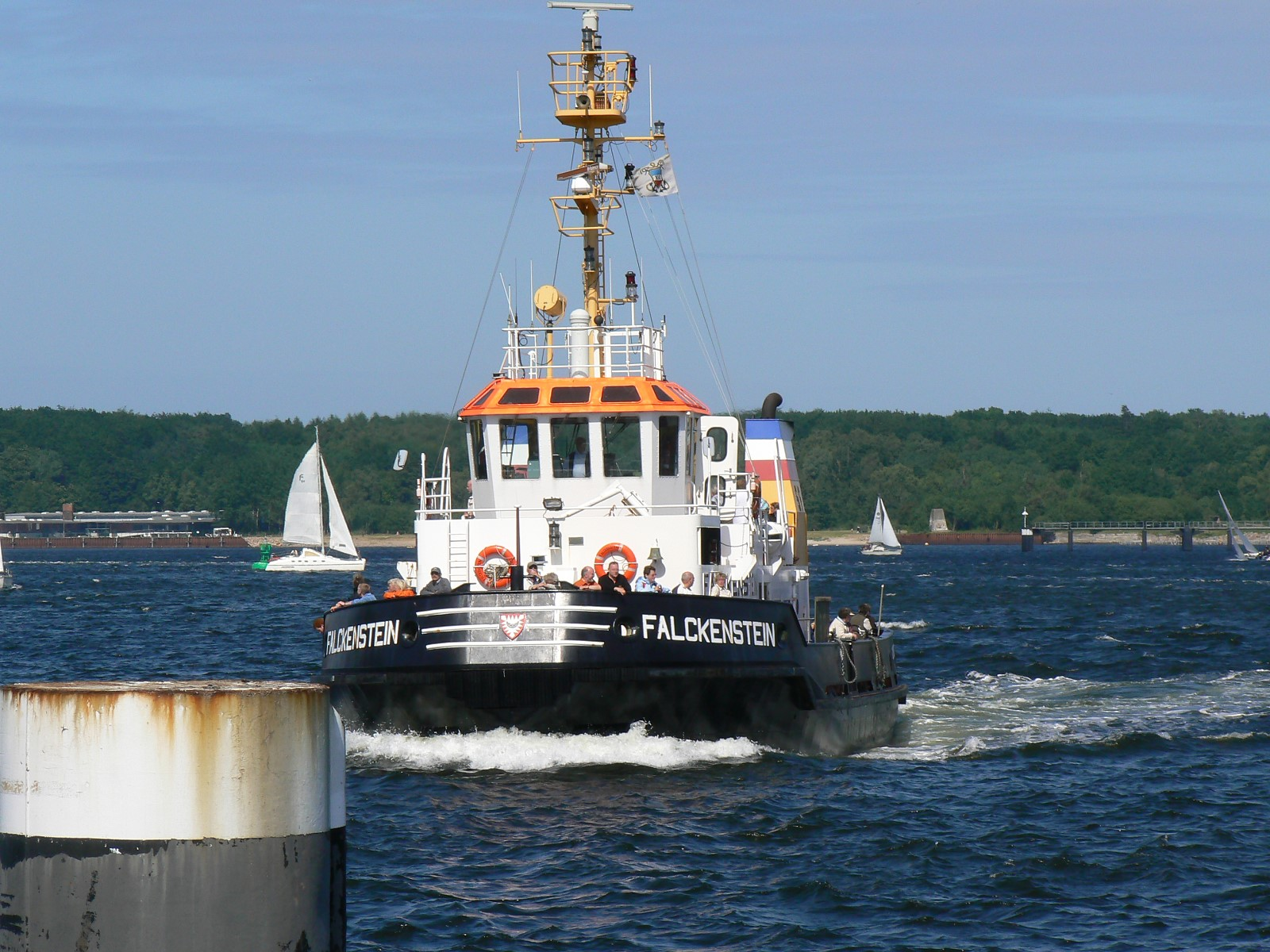
Kombischiff Falckenstein

Es werden zwei Fährlinien mit insgesamt 22,8 Kilometern Länge betrieben:
- Fördelinie (F1): Auf der Kieler Förde zwischen Kiel und Laboe – im Sommer auch bis Strande
  - Anlegestellen: Bahnhof – Seegarten – Reventlou – Bellevue – Mönkeberg – Möltenort – Friedrichsort – Falckenstein – Laboe – Schilksee – Strande
- Schwentinelinie (F2): Zwischen dem Kieler Westufer und der Schwentinemündung
  - Anlegestellen: Reventlou – Dietrichsdorf – Wellingdorf (nur montags–samstags)

Die SFK ist Mitglied im Verkehrsverbund Region Kiel (VRK). Sie wendet den Schleswig-Holstein-Tarif an.
Für die Personenbeförderung im Linienverkehr standen bis 2020 drei aus den 1980er Jahren stammenden Diesel-Fahrgastschiffe der Friedrichsort-Klasse (Heikendorf, Laboe und Strande) mit je 300 Passagierplätzen sowie die Schilksee (246 Passagiere) und die Schwentine (200 Passagiere) zur Verfügung. Von der SFK werden zusätzlich Hafenrundfahrten sowie Ausflugs- und Charterfahrten angeboten. Zusätzlich können die Schlepper Falckenstein und Kitzeberg im Passagierverkehr eingesetzt werden. Sie dürfen bis zu 180 Personen befördern.
Die Passagierschiffe Laboe, Strande, Heikendorf und Schilksee sollten bis 2022 durch Neubauten ersetzt werden, da die zum Teil 35 Jahre alten Schiffe technologisch überholt sind und der dieselmechanische Antrieb nicht mehr zeitgemäß ist. Dafür bestellte die SFK im November 2018 bei der Werft Holland Shipyards in Hardinxveld-Giessendam bei Rotterdam eine hybrid-elektrisch angetriebene Fähre. Diese erste Fähre des neuen Typs wurde im Juli 2020 geliefert und nahm als Gaarden am 13. August 2020 den Betrieb auf. Den Strom für die elektrischen Fahrmotoren liefern entweder zwei Generatoren durch Scania-Dieselmotoren oder Batterien. Damit fährt das Schiff vom Bahnhof bis Bellevue im Batteriebetrieb, für die weitere Strecke nach Laboe wird der synthetische Treibstoff GTL eingesetzt. Das 32 Meter lange und acht Meter breite Fährschiff hat auf dem Vorschiff Platz für vierzig Fahrräder. Den Zugang zum Schiff ermöglichen 1,6 m breite, hydraulisch angetriebene Rampen. Die Kosten für den Neubau wurden mit rund 3,9 Millionen Euro angegeben.
Das nächste neue Fährschiff erhielt einen reinen Elektroantrieb. Die kleinere, für die Schwentinelinie vorgesehene Düsternbrook wurde am 1. April 2020 bei Holland Shipyards auf Kiel gelegt und befindet sich seit Dezember 2020 in Kiel. Die Taufe des 24,7 m langen und 6,5 m breiten Elektroschiffes fand am 25. Mai 2021 statt. Auf dem Vorschiff können bis zu 60 Fahrräder befördert werden, im hinteren Bereich ist Platz für bis zu 140 Passagiere, auf jeder Schiffsseite befindet sich ein 1,6 m breiter behindertengerechter Zugang. Die Speicherkapazität der Batteriepakete liegt bei 819 kW, auf dem Dach des Decks wurden 20 Photovoltaik-Solarzellen installiert. Der Antrieb erfolgt über zwei je 86 kW leistende Elektromotoren und ein Bugstrahlgerät mit 40 kW. Die Heizung erfolgt über ein Heizaggreggat, das mit GTL betrieben wird. Daher riecht es am Heck der Fähre nach Abgas, wenn geheizt wird. Der Bau des knapp drei Millionen Euro teuren Schiffes wurde durch das Bundesministerium für Verkehr und digitale Infrastruktur mit rund 400.000 Euro gefördert. Die Düsternbrook verstärkte seit dem 1. Juni 2021 den Betrieb auf der Schwentinelinie F2 mit dem dort bisher eingesetzten Dieselschiff Schwentine (in den Hauptverkehrszeiten seitdem 15-Minuten-Takt).
Die nächsten Plug-in-Hybrid-Schiffe Friedrichsort, Wik und Schilksee, für die zunächst Optionen vereinbart worden waren, waren zur Lieferung 2022, 2024[veraltet] und 2026 vorgesehen. Die Friedrichsort wurde am 31. März 2021, die Wik am 12. Mai 2021 auf Kiel gelegt. Die Friedrichsort wurde am 24. März 2022 getauft, die Wik war am 21. Mai 2022 in Kiel eingetroffen und wurde am 28. Juni getauft. Die beiden baugleichen Schiffe unterscheiden sich in Details von der Gaarden, sie sind u. a. 1,09 m länger, haben aber die gleiche Kapazität an Fahrgästen.
Im August 2021 wurde der Bauvertrag für ein weiteres vollelektrisches Fährschiff unterzeichnet. Die Wellingdorf wurde ebenfalls von Holland Shipyards geliefert und hat nach der Taufe am 22. August 2022 das Dieselschiff Schwentine auf der Schwentine-Linie F2 abgelöst. Die Wellingdorf gleicht der Düsternbrook weitgehend, hat aber eine vergrößerte Akkukapazität von 1.092 kWh und geänderte Landebretter.
Durch die neuen Fährschiffe sind einige der alten überflüssig, Strande und Laboe wurden verkauft, letztere im Frühjahr 2023.
Das vierte Plug-in-Hybrid-Schiff wurde am 1. November 2022 auf Kiel gelegt, es sollte den Namen Laboe und nicht Schilksee bekommen. Die Laboe wurde am 18. November 2023 in Kiel angeliefert und am 10. Dezember getauft.
Am 25. Januar 2023 fand bei Holland Shipyards die Kiellegung für die Dietrichsdorf statt. Diese dritte E-Fähre für Kiel sollte im Sommer 2023 geliefert werden. Am 11. April 2024 wurde sie getauft.

## Schleppschifffahrt
Für die Schleppschifffahrt auf der Kieler Förde, auf der westlichen Ostsee und im Nord-Ostsee-Kanal besitzt die SFK sechs Schlepper (Stein mit 46 tbp, Kiel mit 68 tbp, Bülk (gebaut 1987) mit 40 tbp, Holtenau mit 28,5 tbp sowie Falckenstein und Kitzeberg mit je 25 tbp) und zwei Seepontons.
Die Bülk war bis 2021 in staatlichem Auftrag in das deutsche Notschleppkonzept integriert.